# Osterbergstraße (Dresden)

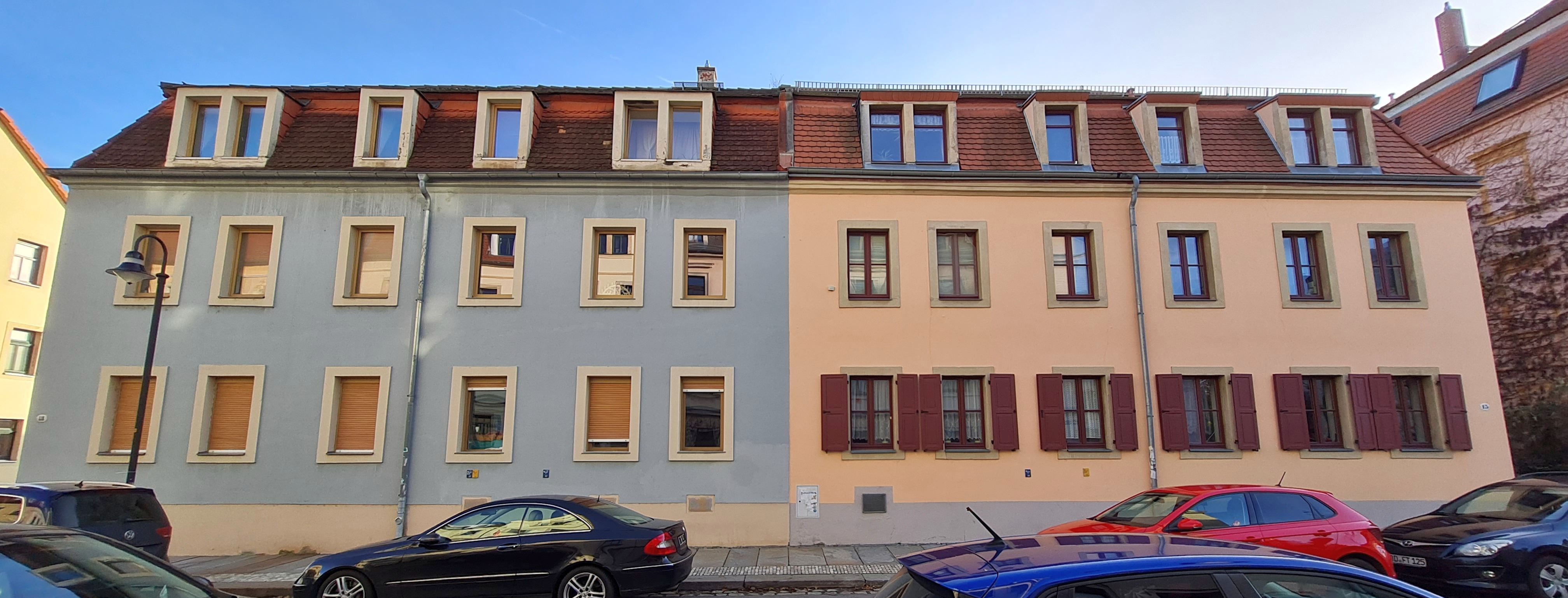
Osterbergstraße 13–15

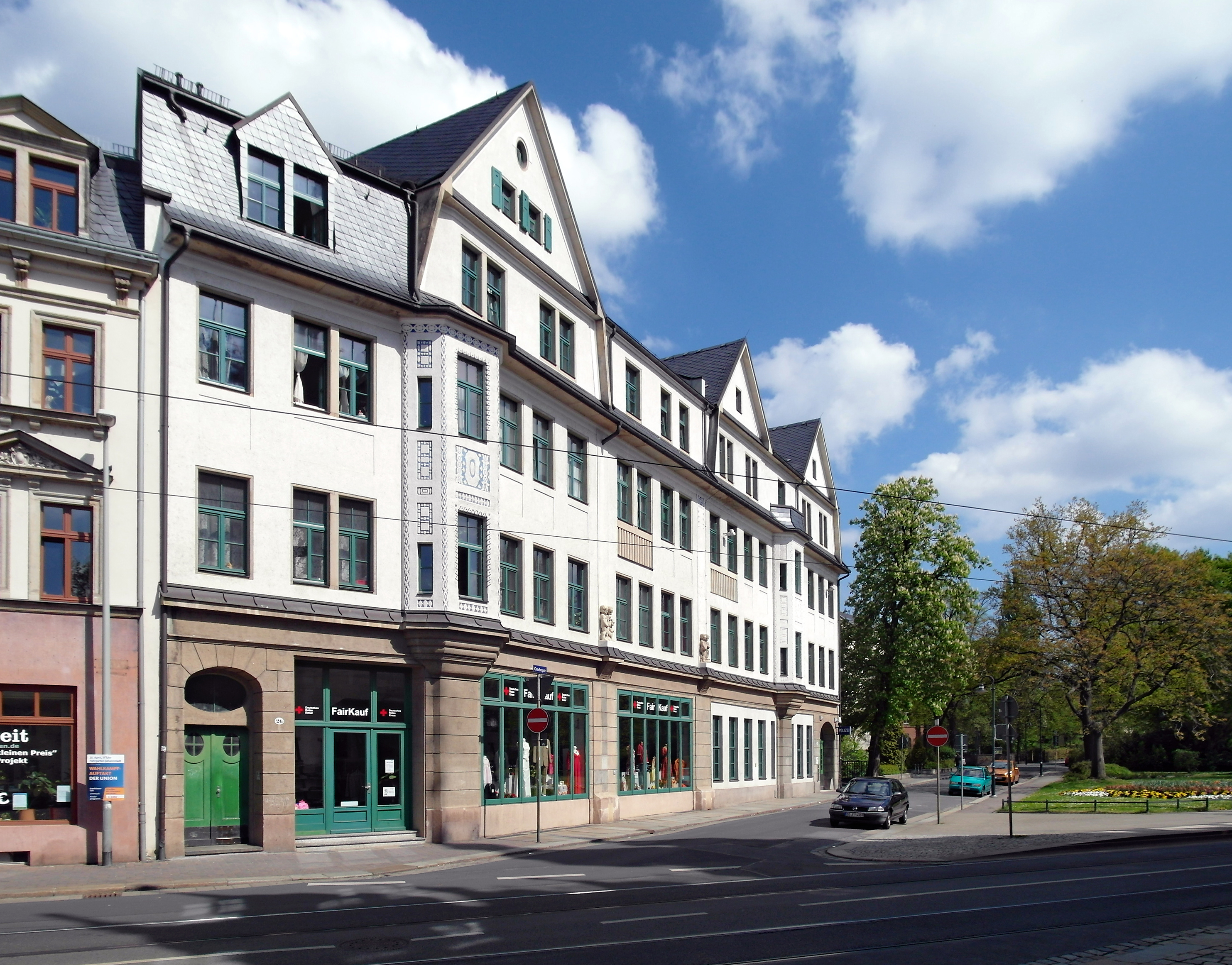
Osterbergstraße 24+26

Die Osterbergstraße ist eine Nebenstraße im Stadtteil Pieschen und verläuft vom Markusplatz Bürgerstraße zur Leisniger Straße.

## Lage
Im Stadtteil Pieschen beginnt die Osterbergstraße vom Markusplatz Bürgerstraße und endet an der Leisniger Straße. Dabei kreuzt sie die Torgauer Straße und tangiert die Markusstraße.

## Geschichte
Durch die Eingemeindung des Arbeitervorortes Pieschen am 1. Juli 1897 in die damalige  Haupt- und Residenzstadt Dresden waren einige Straßennamen nun doppelt und mussten umbenannt werden. Somit wurde aus der im Jahr 1877 benannten Bergstraße nun die Osterbergstraße. Den Namen Bergstraße erhielt sie, weil diese zwischen den damaligen Weinbergen leicht anstieg. Bei der Umbenennung orientierte man sich nach dem 234 Meter hohen Berg bei Cossebaude und nannte die Straße in Osterbergstraße um. Ecke Osterbergstraße und Markusstraße entstand im Jahr 1879 eine Schule für Knaben und Mädchen mit 14 Klassenzimmer und Turnhalle sowie Direktorenwohnung in der zweiten Etage und Hausmeisterwohnung im Keller. Sie ist heute die 26. Grundschule mit dem Namen Am Markusplatz. Im Jahr 1885 musste diese Schule um einen Seitenflügel und damit um 5 Zimmer erweitert werden. Beschädigt durch die  Bombenangriffe 1945 an Dach und Fenster wurde der Schulbetrieb erst sehr spät in den 1960er Jahren wieder aufgenommen. Erschwerend war, das mit Kriegsausbruch das Schulgebäude militärisch genutzt wurde. In den Jahren 1993/94 erfolgte über 3 Jahre eine umfangreiche Totalrekonstruktion  des Schulhauses bei laufendem Schulbetrieb.
Am Markusplatz Ecke Osterbergstraße entstand auch eine neue Kirche, die Markuskirche, nach Plänen des Architekten Christian Gottfried Schramm (1857–1922). Nach der Wendezeit befindet sich eine Polizeistation auf der Osterbergstraße 24, früher ein Verwaltungsgebäude der Konsumgenossenschaft.

## Baumbestand der Osterbergstraße
Es erfolgten umfangreiche Baumbepflanzungen entlang der Fußwege. Durch die Umgestaltung der Straße wurden einige neue Baumpflanzungen getätigt. Die besonderen Wuchsformen, Ausprägungen und Verwachsungen unterschiedlichster Bäume und Gehölzen prägen die Osterbergstraße.
Der Baumbestand besteht aus folgenden dendrologischen Gehölzen:
- Aesculus hippocastanum (Gewöhnliche Rosskastanie)
- Ailanthus altissima (Götterbaum)
- Crataegus x media 'Paul's Scarlet' (Rotdorn)
- Fraxinus excelsior (Gewöhnliche Esche)

- Liquidambar styr. 'Paarl' (Säulen-Amberbaum)[3]